# جیمز ردفیلد
جیمز ردفیلد (به انگلیسی: James Redfield) (متولد ۱۹ مارس، ۱۹۵۰) نویسنده، مدرس، فیلمنامه و فیلم تهیه‌کننده آمریکایی است.

## زندگی
ردفیلد در یک منطقه روستایی در نزدیکی بیرمنگام آلاباما بزرگ شد. در نوجوانی او به مطالعه فلسفه‌های شرقی، از جمله تائوییسم و ذن پرداخت و به تحصیل در رشته جامعه‌شناسی در دانشگاه آبرن مشغول شد. او بعد از دریافت مدرک کارشناسی ارشد در مشاوره و بیش از ۱۵ سال به عنوان یک درمانگر پیش نوجوانانی که مورد آزار قرار گرفته گذراند.
در سال ۱۹۸۹ علاقه خود را در روانشناسی تعاملی، به فلسفه‌های شرقی و غربی، علم، عقیده به آخرت، بوم شناسی، تاریخ، و عرفان دنبال کرد.

## آثار
1. پیشگویی آسمانی
2. پیشگویی دهم
3. راز شامبالا
4. پیشگویی دوازدهم
5. راهنمای استفاده ازپیشگویی های آسمانی

وی هم چنین فیلمنامه فیلم سینمایی پیشگویی آسمانی (۲۰۰۶) را نوشته است.